# Iain Weaver
Iain Weaver (* 17. Januar 1990 in Bournemouth) ist ein englischer Amateurboxer. Er wurde 2010 Vize-Europameister im Federgewicht.

## Werdegang
Iain Weaver, der aus einer Boxer-Familie stammt, schon Großvater und Vater boxten, begann ebenfalls als Jugendlicher mit dem Boxen. Er ist Angehöriger des Golden Ring ABC Southampton. Sein Clubtrainer ist Stuart Gill, in der englischen Nationalmannschaft, der er seit einiger Zeit angehört, wird er von Robert McCracken betreut. Als Hobby betreibt er in seiner freien Zeit Snooker.
2007 wurde Iain Weaver englischer Juniorenmeister im Federgewicht und gewann im gleichen Jahr auch die britische Juniorenmeisterschaft in dieser Gewichtsklasse. Letzteren Titel gewann er auch 2008. 2008 wurde er vom englischen Box-Verband bei den Commonwealth-Jugend-Spielen in Pune/Indien eingesetzt. Im Federgewicht besiegte er dabei Stefan Guiviea, Guayana durch Abbruch i.d. 1. Runde und schlug Vikas Krishan Yadav, Indien (16:10), Paul Hyland, Irland (16:3) und Ibrahim Balla, Australien (16:1) nach Punkten, womit er dieses Turnier gewann. 
2009 wurde Iain Weaver erstmals englischer Meister im Federgewicht bei den Senioren. Auf dem Weg zu diesem Titel besiegte er James Mason durch Abbruch i.d. 2. Runde u. siegte über Lewis Pettitt (13:6) und Blain Younis (19:14) nach Punkten. Bei der Meisterschaft der Europäischen Union in Odense/Dänemark siegte er zunächst über Oreste Molina, Spanien klar nach Punkten (12:3), unterlag aber im Viertelfinale gegen David Oliver Joyce aus Irland nach Punkten (6:9) und kam deshalb nur auf den 5. Platz.
Das Jahr 2010 verlief für ihn bisher sehr erfolgreich. Er gewann zunächst bei den Commonwealth-Meisterschaften in New Delhi den Titel im Federgewicht und besiegte dabei Achil Kumar, Indien (12:6), Bruno Julie, Mauritius und Manju Wanjarachchi, Sri Lanka (7:1) nach Punkten. Auch bei der Europameisterschaft 2010 in Moskau konnte er überzeugen. Er landete dort Punktsiege über Oreste Molina (11:3), Bashir Hassan, Schweden (8:3), Qualid Belaouara, Frankreich (12:7) und Tyrone McCullough, Irland (10:3). Im Endkampf musste er sich aber dem Deutschen Denis Makarov mit 2:7 Treffern geschlagen geben und wurde damit Vize-Europameister.

## Internationale Erfolge
| Jahr | Platz | Wettbewerb                                     | Gewichtsklasse | Ergebnis |
| 2008 | 1.    | Commonwealth-Jugend-Spiele in Pune/Indien      | Feder          | mit Abbruch-Sieg i.d. 1. Runde über Stefan Guiviea, Guayana u. Punktsiegen über Vikas Krishan Yadav, Indien 816:10), Paul Hyland, Irland (16:13) u. Ibrahim Balla, Australien (16:1)                             |
| 2009 | 5.    | Meisterschaft der Europäischen Union in Odense | Feder          | mit einem Punktsieg über Oreste Molina, Spanien (12:3) u. einer Punktniederlage gegen David Oliver Joyce, Irland (6:9)                                                                                           |
| 2010 | 1.    | Commonwealth-Meisterschaften in New Delhi      | Feder          | mit Punktsiegen über Achil Kumar, Indien (12:6), Bruno Julie, Mauritius (12:3) u. Manju Wanjarachchi, Sri Lanka (7:1)                                                                                            |
| 2010 | 2.    | EM in Moskau                                   | Feder          | mit Punktsiegen über Oreste Molina (11:3), Bashir Hassan, Schweden (8:3), Qualid Belaouara, Frankreich (12:7) u. Tyrone McCullogh, Irland (10:3) u. einer Punktniederlage gegen Denis Makarov, Deutschland (2:7) |

## Nationale Wettkämpfe
| Jahr | Platz | Wettbewerb                       | Gewichtsklasse | Ergebnis |
| 2007 | 1.    | Englische Junioren-Meisterschaft | Feder          | |
| 2007 | 1.    | Britische Junioren-Meisterschaft | Feder          | mit Punktsieg im Finale über Jonathan Slowey, Schottland (23:13)                                                 |
| 2008 | 1.    | Britische Junioren-Meisterschaft | Feder          | mit Abbruch-Sieg i.d. 4. Runde über Craig Cummins, Wales                                                         |
| 2009 | 1.    | Englische Meisterschaft          | Feder          | mit Abbruch-Sieg i.d. 2. Runde über James Mason u. Punktsiegen über Lewis Pettitt (13:6) u. Blain Younis (19:14) |

## Länderkämpfe
| Jahr | Ort                | Begegnung                           | Gewichtsklasse | Ergebnis                                       |
| 2007 | Übach-Palenberg    | Deutschland Jun. gegen England Jun. | Feder          | unentschieden gegen Eduard Zisselski (13:13)   |
| 2007 | Düsseldorf         | Deutschland Jun. gegen England Jun. | Feder          | Punktsieg über Felix Lamm (23:18)              |
| 2008 | Dublin             | Irland gegen England                | Feder          | Punktniederlage gegen Tyrone McKenna (14:21)   |
| 2008 | Bruay-la-Brusserie | Frankreich Jun. gegen England Jun.  | Feder          | Punktsieger über Anthony Deloffre (18:10)      |
| 2009 | Basingstoke        | England gegen Irland                | Feder          | Punktsieg über Dermot Lawlor                   |
| 2009 | Norfolk/USA        | USA gegen Großbritannien            | Feder          | Punktsieg über Joshua Bowles                   |
| 2009 | St. Louis/USA      | USA gegen Großbritannien            | Feder          | Abbruch-Sieg i.d. 2. Runde über Jerren Cochran |
| 2009 | Des Moines/USA     | USA gegen Großbritannien            | Feder          | Punktsieg über Ernesto Garza                   |
| 2009 | London             | Großbritannien gegen USA            | Feder          | Punktsieg über Ricky Edwards                   |
| 2010 | Basingstoke        | England gegen Schweden              | Feder          | Punktniederlage gegen Bashir Hassan            |

## Erläuterungen
- EM = Europameisterschaft,
- Federgewicht, bis 57 kg Körpergewicht

## Weblink
- Profil von Iain Weaver

| Personendaten    | Personendaten    |
| ---------------- | ---------------- |
| NAME             | Weaver, Iain     |
| ALTERNATIVNAMEN  | Weaver, Ian      |
| KURZBESCHREIBUNG | englischer Boxer |
| GEBURTSDATUM     | 17. Januar 1990  |
| GEBURTSORT       | Bournemouth      |